# Mănăstirea Țigănești (România)
Mănăstirea Țigănești este o mănăstire ortodoxă din România situată în comuna Ciolpani, județul Ilfov.
Mănăstirea a fost înființată ca mănăstire de maici, pe locul unui mai vechi schit de călugări ai mănăstirii Căldărușani, care au fost retrași de acolo în 1805. În perioada 1799–1812 s-a construit biserica de cărămidă în locul celei de lemn, prin donațiile banului Radu Golescu și logofătului Gheorghe Florescu. Vechiul arhondaric, astăzi muzeu, a fost construit în 1840. În preajma celui de al Doilea Război Mondial a funcționat aici o școală de surori de caritate cu eleve recrutate din mănăstire, apoi un orfelinat de fete până în anul 1947.